# Jákup Mikkelsen
Jákup Nolsøe Mikkelsen (* 14. August 1970 in Klaksvík, Färöer) ist ein ehemaliger färöischer Fußballtorwart, der auch für die Nationalelf spielte.

## Fußball

### Verein
Mikkelsen begann seine Karriere bei KÍ Klaksvík als Torwart, in der Jugend war er aber auch als Stürmer aktiv. 1987 stand er zum ersten Mal im Kader der ersten Mannschaft, sein erstes Pflichtspiel absolvierte er das Jahr darauf in der zweiten Pokalrunde gegen SÍ Sørvágur, welches auswärts mit 4:3 gewonnen werden konnte. Einen Monat später folgte am sechsten Spieltag der 1. Deild das erste Ligaspiel gegen ÍF Fuglafjørður, welches 2:4 verloren wurde. Bis auf zwei Ausnahmen stand Mikkelsen auch bei den restlichen Ligaspielen im Tor. 1990 absolvierte er erstmals sämtliche Ligaspiele. In dieser Saison gelang auch der erstmalige Pokalsieg durch ein 6:1 im Finale gegen GÍ Gøta. Die darauffolgende Meisterschaft 1991 verlief ebenfalls recht erfolgreich und KÍ Klaksvík konnte den ersten Meistertitel seit 19 Jahren feiern. In der Meistermannschaft standen neben Mikkelsen noch Spieler wie Todi Jónsson, Allan Mørkøre und Kurt Mørkøre. In der Saison 1992 gelang ihm am elften Spieltag vom Elfmeterpunkt gegen GÍ Gøta sein erstes von insgesamt fünf Toren in der ersten färöischen Liga. Nach weiteren vorderen Platzierungen in der Liga konnte 1994 im Pokal mit einem 2:1-Erfolg gegen B71 Sandur der nächste Titel errungen werden.
Im Sommer 1994 erfolgte der Wechsel in die Superliga zu Herfølge BK. Aufgrund einer besonderen Vereinbarung war es ihm erlaubt worden, in den Halbfinalrückspielen des Pokals in den Jahren 1995 und 1996 jeweils bei KÍ Klaksvík auszuhelfen. Obwohl hierbei ein Unentschieden sowie ein Sieg erreicht werden konnte, wurde die Finalteilnahme aufgrund der Hinspielergebnisse jeweils verfehlt. Im fünften Jahr bei Herfølge BK wurde Mikkelsen in der Saison 1999/2000 dänischer Meister. In der damaligen Mannschaft spielte er unter anderem mit Steven Lustü, Jesper Falck, John Jensen und Kenneth Jensen zusammen. Das darauffolgende Jahr verlief jedoch enttäuschend und endete mit dem Abstieg des Vereins in die zweite Liga. Die nächsten Stationen waren für Molde FK in der Tippeligaen sowie Partick Thistle, die damals in der Scottish Premier League spielten. Bei beiden Vereinen kam er jeweils nur auf wenige Spiele.
2004 kehrte Mikkelsen zu KÍ Klaksvík zurück, 2005 erfolgte der Wechsel zu B36 Tórshavn. In diesem Jahr wurde er als erster Torwart überhaupt zum färöischen Fußballspieler des Jahres gewählt. Ebenso erhielt er die Auszeichnung für den besten Torhüter. Damals wurde er mit seinem Verein an der Seite von Fróði Benjaminsen, Allan Mørkøre, Mikkjal Thomassen und Pól Thorsteinsson färöischer Meister. In 12 von 27 Spielen konnte er das Tor sauber halten und kassierte insgesamt nur 17 Gegentore. Auch wurden seine Paraden gegen Thierry Henry in der WM-Qualifikation honoriert. Im Folgejahr konnten zudem der färöische Pokal mit einem 2:1 gegen seinen alten Verein KÍ Klaksvík sowie im Elfmeterschießen der Atlantic Cup gegen den isländischen Meister FH Hafnarfjörður gewonnen werden. 2007 gelang der Sieg im färöischen Supercup gegen den amtierenden färöischen Meister HB Tórshavn ebenfalls im Elfmeterschießen. 2008 kehrte Mikkelsen abermals zu KÍ Klaksvík zurück und fungierte 2009 zeitweise als Spielertrainer, konnte jedoch den erstmaligen Abstieg des Vereins in die zweite Liga nicht verhindern. Dennoch gewann er in beiden Jahren für KÍ abermals die Auszeichnung zum Torhüter des Jahres. Ab 2010 spielte er für ÍF Fuglafjørður in der ersten Liga und wurde 2012 zum vierten Mal zum Torhüter des Jahres gewählt. Nach der Saison 2014 beendete er seine Karriere. Am 23. Spieltag 2016 sowie am 13. Spieltag 2017 kehrte er nochmal für jeweils ein Spiel zurück. Nach einem weiteren Einsatz für KÍ Klaksvík III in der 2. Deild absolvierte Mikkelsen 2019 fünf Spiele für die zweite Mannschaft von KÍ, die Meister in der 1. Deild wurden.

### Nationalmannschaft
Mikkelsen war in der Nationalelf der Nachfolger von Jens Martin Knudsen für die Torwartposition. Sein Debüt gab er am 2. Juli 1995 gegen Island. Das Freundschaftsspiel in Neskaupstaður ging mit 0:2 verloren. In den ersten 48 Länderspielen kassierte er 107 Tore (Stand: 1. Juni 2007). Die Nationalmannschaftskarriere schien eigentlich schon 2009 für beendet, aufgrund der Verletzung seines Nachfolgers Gunnar Nielsen stand Mikkelsen 2010 jedoch erneut bei zwei Länderspielen zwischen den Pfosten. Auch 2011 wurde Mikkelsen aufgrund der erneuten Verletzung Nielsens in den Kader berufen. Mit seinem Einsatz am 15. August 2012 im Freundschaftsspiel gegen Island und einem Alter von 42 Jahren sowie einem Tag wurde Mikkelsen zum ältesten Torhüter, welcher in einem von der FIFA anerkannten Länderspiel eingesetzt wurde. Diese 0:2-Niederlage in Reykjavík war zugleich das letzte seiner 73 Länderspiele. Damit liegt er bei den Einsätzen hinter Fróði Benjaminsen und Óli Johannesen auf dem dritten Platz.

### Trainerlaufbahn
2009 war Mikkelsen vom ersten bis zum 21. Spieltag Spielertrainer von KÍ Klaksvík neben Aleksandar Đorđević, sie wurden von Petur Mohr abgelöst, der Abstieg konnte dennoch nicht verhindert werden. 2015 übernahm er das Amt des Torwarttrainers der färöischen Nationalmannschaft von Jens Martin Knudsen. Zudem war er 2015 an den letzten vier Spieltagen Trainer von ÍF Fuglafjørður, die zum Saisonende den sechsten Platz belegten. Er löste hierbei Aleksandar Jovević ab. Ab dem achten Spieltag 2016 übernahm er von Jógvan Martin Olsen den Posten bei ÍF, ab dem zehnten Spieltag stand er gemeinsam mit Símun Eliasen bis zum Saisonende als Trainer an der Linie. Es wurde erneut der sechste Platz belegt. Nach dem 17. Spieltag der Saison 2017 wurde Mikkelsen auf dem letzten Platz stehend entlassen. Zudem wurde der Däne Emeka Andersen sein Nachfolger als Torwarttrainer der Färöer.

### Erfolge
- 2× Färöischer Meister: 1991, 2005
- 3× Färöischer Pokalsieger: 1990, 1994, 2006
- 1× Dänischer Meister: 1999/2000
- 1× Färöischer Supercup-Sieger: 2007
- 1× Sieger im Atlantic Cup: 2006
- 1× Spieler des Jahres: 2005[7]
- 4× Torhüter des Jahres: 2005[7], 2008[8], 2009[9], 2012[10]

## Persönliches
Mikkelsen ist hauptberuflich als Lehrer tätig. Von 2013 bis 2014 spielte er gemeinsam mit seinem 1995 geborenen Sohn Poul Mikkelsen in der ersten Mannschaft von ÍF Fuglafjørður.